# Спрінг Тауншип (округ Перрі, Пенсільванія)
Спрінг Тауншип (англ. Spring Township) — селище (англ. township) в США, в окрузі Перрі штату Пенсільванія. Населення — 2295 осіб (2020).

## Демографія
Згідно з переписом 2010 року, у селищі мешкало 2208 осіб у 840 домогосподарствах у складі 642 родин. Було 898 помешкань
Расовий склад населення:
| - 97,6 % — білих - 0,5 % — чорних або афроамериканців - 0,3 % — корінних американців - 0,2 % — азіатів |

До двох чи більше рас належало 1,1 %. Частка іспаномовних становила 1,0 % від усіх жителів.
За віковим діапазоном населення розподілялося таким чином: 25,9 % — особи молодші 18 років, 62,2 % — особи у віці 18—64 років, 11,9 % — особи у віці 65 років та старші. Медіана віку мешканця становила 40,9 року. На 100 осіб жіночої статі у селищі припадало 99,8 чоловіків;  на 100 жінок у віці від 18 років та старших — 101,4 чоловіків також старших 18 років.
Середній дохід на одне домашнє господарство  становив 77 219 доларів США (медіана — 68 071), а середній дохід на одну сім'ю — 85 106 доларів (медіана — 76 518). Медіана доходів становила 50 066 доларів для чоловіків та 40 500 доларів для жінок. За межею бідності перебувало 4,9 % осіб, у тому числі 7,8 % дітей у віці до 18 років та 5,4 % осіб у віці 65 років та старших.
Цивільне працевлаштоване населення становило 1027 осіб. Основні галузі зайнятості: освіта, охорона здоров'я та соціальна допомога — 19,0 %, фінанси, страхування та нерухомість — 11,4 %, роздрібна торгівля — 10,8 %.